# Atychodracon
Atychodracon megacephalus, Plesiosaurus megacephalus, Eurycleidus megacephalus, Rhomaleosaurus megacephalus, Thaumatosaurus megacephalus
Genre
Espèce
Synonymes
- †Plesiosaurus megacephalus Stutchbury, 1846
- †Eurycleidus megacephalus (Stutchbury, 1846)
- †Thaumatosaurus megacephalus (Stutchbury, 1846)
- †Rhomaleosaurus megacephalus (Stutchbury, 1846)

Atychodracon est un genre fossile de plésiosaures de la famille des Rhomaleosauridae.
Le genre est resté monotypique et la seule espèce connue est Atychodracon megacephalus aussi connue sous le nom Plesiosaurus megacephalus.

## Historique
Le genre Atychodracon est décrit en 2015 par le paléontologue britannique Adam Stuart Smith (d),.
L'espèce Atychodracon megacephalus est décrite en 1846 par le géologue britannique Samuel Stutchbury (1798-1859) sous le protonyme Plesiosaurus megacephalus,.

### Fossiles
Selon Paleobiology Database en 2024, le genre Atychodracon n'a aucune collections de fossiles référencée car l'espèce est restée sous le nom Rhomaleosaurus megacephalus Stutchbury, 1846.
L'espèce Rhomaleosaurus megacephalus a quatre collections référencée de fossiles. Ces collections sont du Rhétien du Trias supérieur à l'Hettangien inférieur du Jurassique inférieur, c'est-à-dire datent de 208,5 à 196,5 Ma avant notre ère.

### Découverte

#### Holotype détruit en 1940
Le genre Atychodracon contient une seule espèce, Atychodracon megacephalus, nommée en 1846 à l'origine comme une espèce de Plesiosaurus.
L'holotype de P. megacephalus a été détruit lors d'un raid aérien de la Seconde Guerre mondiale en 1940 et a ensuite été remplacé par un néotype. L'espèce a eu une histoire taxonomique très instable, étant classée dans quatre genres différents par divers auteurs jusqu'à ce qu'un nouveau nom de genre soit créé pour elle en 2015. Outre l'holotype détruit et ses trois moulages partiels (qui ont survécu), un néotype et deux individus supplémentaires sont actuellement classés dans Atychodracon megacephalus, ce qui en fait un rhomaleosauridé relativement bien représenté.

#### Historique des découvertes
L'espèce type d’Atychodracon a été décrite et nommée pour la première fois par Samuel Stutchbury en janvier 1846, en tant qu'espèce du taxon poubelle Plesiosaurus. Le nom spécifique signifie « à grosse tête » en grec en référence au crâne très grand par rapport au reste des éléments squelettiques de « Plesiosaurus » megacephalus, par rapport aux autres espèces réelles de Plesiosaurus. La nature pliosauroïde de « Plesiosaurus » megacephalus est restée inaperçue jusqu'à une révision par Richard Lydekker en 1889. Lydekker a reconnu les affinités rhomaleosauridées de « P. » megacephalus, mais parce que lui et Harry G. Seeley « refusaient obstinément de reconnaître les noms génériques et spécifiques proposés par l'autre », il a déplacé « P. » megacephalus dans le genre Thaumatosaurus qui était considéré par lui comme un remplaçant du genre Rhomaleosaurus de Seeley - créant la nouvelle combinaison T. megacephalus,.
L'holotype d’Atychodracon est BRSMG Cb 2335 ainsi que ses moulages et reproductions numériques. BRSMG Cb 2335 représentait un squelette complet et articulé comprenant le crâne et la mâchoire inférieure mesurant 4,96 m de longueur totale du corps, et était l'un des nombreux spécimens de plésiosaures exposés au Bristol City Museum and Art Gallery au cours de la première moitié du XXe siècle. BRSMG Cb 2335 a été collecté dans la formation Blue Lias du village de Street-on-the-Fosse, situé à environ 14 km au nord-est de Street, Somerset, Angleterre. Le Lias bleu, également appelé Lias inférieur, remonte à la limite du Trias supérieur et du Jurassique inférieur, et comprend donc les étages rhétique, hettangien et sinémurien inférieur. Le BRSMG Cb 2335 provient des couches les plus basses de la formation, et la zone autour de Street provient probablement de la première occurrence de la zone ammonoïde de Psiloceras planorbis (couches pré-Planorbis), dans la zone de Psiloceras tilmanni qui suit immédiatement la limite Trias-Jurassique, ce qui signifie qu'un âge Hettangien le plus ancien est le plus probable pour le spécimen, il y a environ 201 millions d'années. Cependant, il est possible que certains des spécimens de la région proviennent de gisements légèrement plus récents.
Le BRSMG Cb 2335 a été détruit lors d'un raid aérien de la Seconde Guerre mondiale le 24 novembre 1940, mais des descriptions et des illustrations détaillées du spécimen ainsi que des photographies historiques de haute qualité existent encore à ce jour. De plus, au moins trois moulages sont connus, notamment : NHMUK R1309/1310 conservé au Natural History Museum de Londres, TCD.47762a+b au Geology Museum du Trinity College de Dublin et BGS GSM 118410 au British Geological Survey de Keyworth à Nottingham. Chacun des moulages est une réplique de parties du spécimen original et comprend une représentation du crâne, de neuf vertèbres cervicales antérieures, dont l'axe de l'atlas, et du membre antérieur droit. En juin 2014, des modèles numériques tridimensionnels du BGS GSM 118410 ont été produits.
Cruickshank (1994a) a décrit LEICS G221.1851 comme un spécimen néotype pour « P. » megacephalus en raison de la destruction de BRSMG Cb 2335. LEICS G221.1851, surnommé « The Barrow Kipper », représente un squelette complet et bien conservé conservé au New Walk Museum de Leicester, et a été découvert à Barrow-upon-Soar, dans le Leicestershire, en Angleterre. Il a été collecté par William Lee au début des années 1850, dans la zone à Psiloceras planorbis du membre calcaire du plancher inférieur du Lias bleu, à deux mètres au-dessus du Rhaetien local, datant ainsi du début de l'Hettangien. Cependant, une révision de 2015 de « P. » megacephalus a souligné que, selon l'article 51.1 du Code international de nomenclature zoologique, la désignation d'un néotype dans ce cas n'est pas nécessaire puisque des représentations de l'holotype existent et suffisent à définir l'espèce de manière objective. Ainsi, actuellement, LEICS G221.1851 est traité comme un spécimen référé à Atychodracon megacephalus et non à son matériel type.
Deux autres spécimens, tous deux conservés au Musée national d'Irlande, sont actuellement rattachables à A. megacephalus - NMING F10194, un squelette partiel qui comprend le crâne mais pas la mâchoire inférieure de Street, et NMING F8749, un squelette partiel qui comprend un crâne endommagé et souffre de décomposition de pyrite, de Barrow-upon-Soar. Les deux spécimens proviennent également du Lias bleu inférieur et datent probablement aussi du début de l'Hettangien. WARMS 10875, un squelette complet de Wilmcote, Warwickshire, a été attribué à « P. » megacephalus dans des publications plus anciennes, par exemple Cruickshank (1994a). Cependant, sur la base de sa morphologie distinctive et des résultats d'une analyse phylogénétique préliminaire, WARMS 10875 semble représenter une nouvelle espèce de rhomaleosauridé sans nom potentiellement apparentée à Atychodracon et Eurycleidus,.

## Description

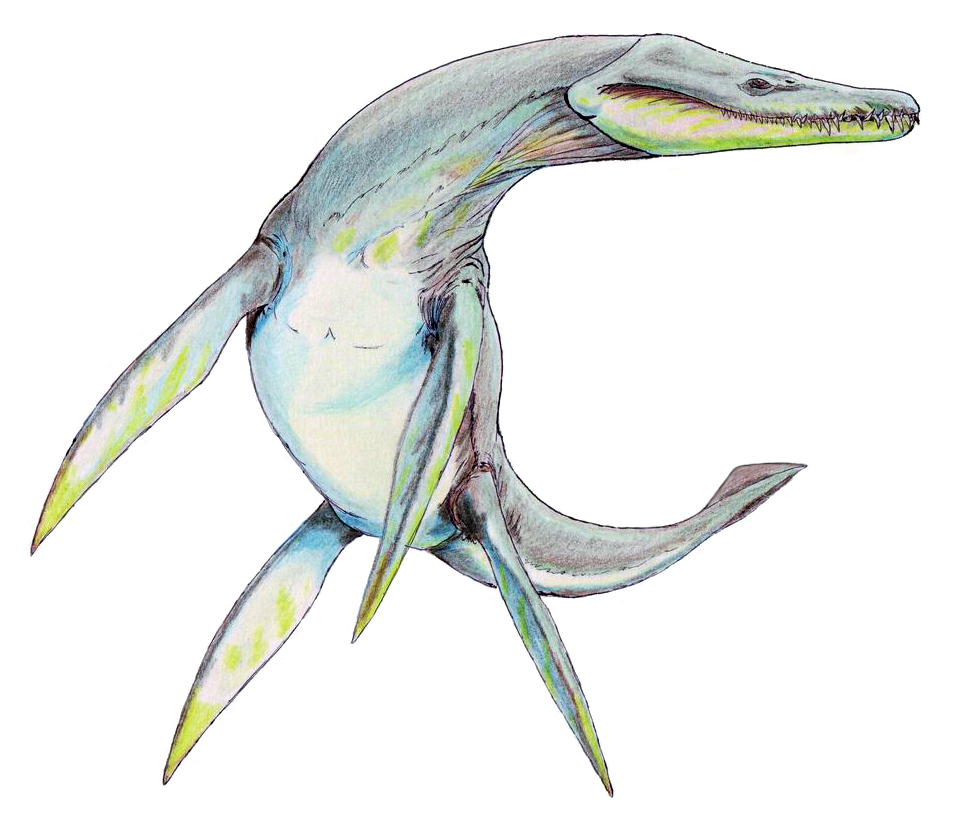
Restauration

Atychodracon est un plésiosaurien carnivore de taille moyenne, connu de plusieurs individus d'environ 5 à 5,29 m de longueur totale du corps. Parmi ces premiers plésiosaures, Atychodracon avait un crâne relativement grand, le crâne représentant 16 % de sa longueur totale. La partie prémaxillaire de son museau est à peu près égale en largeur et en longueur avec cinq dents prémaxillaires. D'autres caractéristiques observées sur le crâne de l'holotype comprennent un os palatin qui entre en contact avec la naris interne et un canal orienté d'avant en arrière devant la naris externe. L'avant de l'espacement interptérygoïdien est allongé d'avant en arrière et étroit du milieu vers les côtés. Son parabasisphénoïde était légèrement caréné et les côtés de la mâchoire inférieure sont courbés du milieu vers les côtés. La région symphysaire mandibulaire est étendue sur les côtés, presque égale en largeur et en longueur. La surface inférieure du dentaire proche de la symphyse mandibulaire, à laquelle les spléniens contribuent sur le côté médian inférieur, présente des barres divergentes et une crête longitudinale médiane. Une fente en forme de flèche est présente sur la ligne médiane entre les dentaires et un grand foramen lingual est présent sur la mâchoire inférieure. Un bossage médial est présent sur la projection rétroarticulaire.
Atychodracon, basé uniquement sur l'holotype, a 29 ou 30 vertèbres cervicales, y compris l'os atlas et l'axe, environ 32 vertèbres caudales, une projection sur la surface avant des côtes cervicales, une marge humérale préaxiale droite, des facettes du radius et du cubitus mal définies sur l'humérus, un humérus légèrement plus court que le fémur, un cubitus plus court que le radius et un tibia et un péroné de longueur égale.
Parmi les autres rhomaleosauridés, le matériel d'Atychodracon a été principalement attribué à deux genres avant sa séparation, à savoir Rhomaleosaurus et Eurycleidus. Des études récentes trouvent peu de parenté entre Atychodracon et les véritables Rhomaleosaurus spp., à l'exception des traits partagés par la plupart des rhomaleosauridés. En fait, toutes les analyses phylogénétiques qui incluaient des représentants de Rhomaleosaurus et des spécimens maintenant attribuables à Atychodracon, n'ont trouvé aucune affinité étroite. D'un autre côté, plusieurs analyses phylogénétiques ont retrouvé Eurycleidus comme taxon frère d'Atychodracon lorsque les deux sont inclus, ce qui semble impliquer une parenté étroite entre les taxons, comme suggéré à l'origine par Andrews (1922). Pourtant, cela n'est pas confirmé par toutes les analyses, et malgré la difficulté de comparer directement les deux, plusieurs différences existent. L'holotype d'Eurycleidus n'a pas de crâne, et l'OUM J.28585 précédemment référencé représente probablement un nouveau taxon, de sorte qu'il existe peu de matériel de chevauchement entre les holotypes d'Atychodracon et d'Eurycleidus. Cependant, les différences suivantes sont notables : chez Eurycleidus, la fente médiane sur la surface inférieure de la symphyse mandibulaire n'est pas bordée par les splénials de l'arrière, comme chez Atychodracon. Chez Eurycleidus, une grande fente asymétrique supplémentaire sépare les splénials sur la ligne médiane. Contrairement à la marge préaxiale droite de l'humérus d'Atychodracon, elle est concave chez Eurycleidus. De plus, Atychodracon présente un humérus plus épais et plus robuste, et une relation inverse entre les longueurs du radius et de l'ulna (le premier étant plus court que la lettre chez Eurycleidus). Ces distinctions suggèrent que même si Atychodracon est assez étroitement lié à Eurycleidus, il représente un genre distinct.

## Classification
Selon Benson (d), Evans (d) et Druckenmiller (d) 2012 révisé en 2014 par Benson & Druckenmiller (d) (avec l'exclusion des genres Macroplata et Eurycleidus et l'ajout de Borealonectes) :
| Neoplesiosauria | \| \| Pliosauridae \| \| \| \| \| \| Plesiosauroidea \| \| \| \| |
|                 | \| \| Pliosauridae \| \| \| \| \| \| Plesiosauroidea \| \| \| \| |
|                 | Pliosauridae                                                     |
|                 |                                                                  |
|                 | Plesiosauroidea                                                  |
|                 |                                                                  |

|  | Pliosauridae    |
|  |                 |
|  | Plesiosauroidea |
|  |                 |

|  | Borealonectes russelli |
|  |                        |
|  | Maresaurus coccai      |
|  |                        |

|  | Rhomaleosaurus thorntoni                                                                |
|  |                                                                                         |
|  | \| \| Rhomaleosaurus cramptoni \| \| \| \| \| \| Rhomaleosaurus zetlandicus \| \| \| \| |
|  |                                                                                         |
|  | Rhomaleosaurus cramptoni                                                                |
|  |                                                                                         |
|  | Rhomaleosaurus zetlandicus                                                              |
|  |                                                                                         |

|  | Rhomaleosaurus cramptoni   |
|  |                            |
|  | Rhomaleosaurus zetlandicus |
|  |                            |

|  | Borealonectes russelli |
|  |                        |
|  | Maresaurus coccai      |
|  |                        |

|  | Rhomaleosaurus thorntoni                                                                |
|  |                                                                                         |
|  | \| \| Rhomaleosaurus cramptoni \| \| \| \| \| \| Rhomaleosaurus zetlandicus \| \| \| \| |
|  |                                                                                         |
|  | Rhomaleosaurus cramptoni                                                                |
|  |                                                                                         |
|  | Rhomaleosaurus zetlandicus                                                              |
|  |                                                                                         |

|  | Rhomaleosaurus cramptoni   |
|  |                            |
|  | Rhomaleosaurus zetlandicus |
|  |                            |

|  | Borealonectes russelli |
|  |                        |
|  | Maresaurus coccai      |
|  |                        |

|  | Rhomaleosaurus thorntoni                                                                |
|  |                                                                                         |
|  | \| \| Rhomaleosaurus cramptoni \| \| \| \| \| \| Rhomaleosaurus zetlandicus \| \| \| \| |
|  |                                                                                         |
|  | Rhomaleosaurus cramptoni                                                                |
|  |                                                                                         |
|  | Rhomaleosaurus zetlandicus                                                              |
|  |                                                                                         |

|  | Rhomaleosaurus cramptoni   |
|  |                            |
|  | Rhomaleosaurus zetlandicus |
|  |                            |

|  | Borealonectes russelli |
|  |                        |
|  | Maresaurus coccai      |
|  |                        |

|  | Rhomaleosaurus thorntoni                                                                |
|  |                                                                                         |
|  | \| \| Rhomaleosaurus cramptoni \| \| \| \| \| \| Rhomaleosaurus zetlandicus \| \| \| \| |
|  |                                                                                         |
|  | Rhomaleosaurus cramptoni                                                                |
|  |                                                                                         |
|  | Rhomaleosaurus zetlandicus                                                              |
|  |                                                                                         |

|  | Rhomaleosaurus cramptoni   |
|  |                            |
|  | Rhomaleosaurus zetlandicus |
|  |                            |

|  | Borealonectes russelli |
|  |                        |
|  | Maresaurus coccai      |
|  |                        |

|  | Rhomaleosaurus thorntoni                                                                |
|  |                                                                                         |
|  | \| \| Rhomaleosaurus cramptoni \| \| \| \| \| \| Rhomaleosaurus zetlandicus \| \| \| \| |
|  |                                                                                         |
|  | Rhomaleosaurus cramptoni                                                                |
|  |                                                                                         |
|  | Rhomaleosaurus zetlandicus                                                              |
|  |                                                                                         |

|  | Rhomaleosaurus cramptoni   |
|  |                            |
|  | Rhomaleosaurus zetlandicus |
|  |                            |

|  | Borealonectes russelli |
|  |                        |
|  | Maresaurus coccai      |
|  |                        |

|  | Rhomaleosaurus thorntoni                                                                |
|  |                                                                                         |
|  | \| \| Rhomaleosaurus cramptoni \| \| \| \| \| \| Rhomaleosaurus zetlandicus \| \| \| \| |
|  |                                                                                         |
|  | Rhomaleosaurus cramptoni                                                                |
|  |                                                                                         |
|  | Rhomaleosaurus zetlandicus                                                              |
|  |                                                                                         |

|  | Rhomaleosaurus cramptoni   |
|  |                            |
|  | Rhomaleosaurus zetlandicus |
|  |                            |

|  | Borealonectes russelli |
|  |                        |
|  | Maresaurus coccai      |
|  |                        |

|  | Rhomaleosaurus thorntoni                                                                |
|  |                                                                                         |
|  | \| \| Rhomaleosaurus cramptoni \| \| \| \| \| \| Rhomaleosaurus zetlandicus \| \| \| \| |
|  |                                                                                         |
|  | Rhomaleosaurus cramptoni                                                                |
|  |                                                                                         |
|  | Rhomaleosaurus zetlandicus                                                              |
|  |                                                                                         |

|  | Rhomaleosaurus cramptoni   |
|  |                            |
|  | Rhomaleosaurus zetlandicus |
|  |                            |

|  | Borealonectes russelli |
|  |                        |
|  | Maresaurus coccai      |
|  |                        |

|  | Rhomaleosaurus thorntoni                                                                |
|  |                                                                                         |
|  | \| \| Rhomaleosaurus cramptoni \| \| \| \| \| \| Rhomaleosaurus zetlandicus \| \| \| \| |
|  |                                                                                         |
|  | Rhomaleosaurus cramptoni                                                                |
|  |                                                                                         |
|  | Rhomaleosaurus zetlandicus                                                              |
|  |                                                                                         |

|  | Rhomaleosaurus cramptoni   |
|  |                            |
|  | Rhomaleosaurus zetlandicus |
|  |                            |

|  | Borealonectes russelli |
|  |                        |
|  | Maresaurus coccai      |
|  |                        |

|  | Rhomaleosaurus thorntoni                                                                |
|  |                                                                                         |
|  | \| \| Rhomaleosaurus cramptoni \| \| \| \| \| \| Rhomaleosaurus zetlandicus \| \| \| \| |
|  |                                                                                         |
|  | Rhomaleosaurus cramptoni                                                                |
|  |                                                                                         |
|  | Rhomaleosaurus zetlandicus                                                              |
|  |                                                                                         |

|  | Rhomaleosaurus cramptoni   |
|  |                            |
|  | Rhomaleosaurus zetlandicus |
|  |                            |

|  | Borealonectes russelli |
|  |                        |
|  | Maresaurus coccai      |
|  |                        |

|  | Rhomaleosaurus thorntoni                                                                |
|  |                                                                                         |
|  | \| \| Rhomaleosaurus cramptoni \| \| \| \| \| \| Rhomaleosaurus zetlandicus \| \| \| \| |
|  |                                                                                         |
|  | Rhomaleosaurus cramptoni                                                                |
|  |                                                                                         |
|  | Rhomaleosaurus zetlandicus                                                              |
|  |                                                                                         |

|  | Rhomaleosaurus cramptoni   |
|  |                            |
|  | Rhomaleosaurus zetlandicus |
|  |                            |

|  | Borealonectes russelli |
|  |                        |
|  | Maresaurus coccai      |
|  |                        |

|  | Rhomaleosaurus thorntoni                                                                |
|  |                                                                                         |
|  | \| \| Rhomaleosaurus cramptoni \| \| \| \| \| \| Rhomaleosaurus zetlandicus \| \| \| \| |
|  |                                                                                         |
|  | Rhomaleosaurus cramptoni                                                                |
|  |                                                                                         |
|  | Rhomaleosaurus zetlandicus                                                              |
|  |                                                                                         |

|  | Rhomaleosaurus cramptoni   |
|  |                            |
|  | Rhomaleosaurus zetlandicus |
|  |                            |

|  | Borealonectes russelli |
|  |                        |
|  | Maresaurus coccai      |
|  |                        |

|  | Rhomaleosaurus thorntoni                                                                |
|  |                                                                                         |
|  | \| \| Rhomaleosaurus cramptoni \| \| \| \| \| \| Rhomaleosaurus zetlandicus \| \| \| \| |
|  |                                                                                         |
|  | Rhomaleosaurus cramptoni                                                                |
|  |                                                                                         |
|  | Rhomaleosaurus zetlandicus                                                              |
|  |                                                                                         |

|  | Rhomaleosaurus cramptoni   |
|  |                            |
|  | Rhomaleosaurus zetlandicus |
|  |                            |

|  | Borealonectes russelli |
|  |                        |
|  | Maresaurus coccai      |
|  |                        |

|  | Rhomaleosaurus thorntoni                                                                |
|  |                                                                                         |
|  | \| \| Rhomaleosaurus cramptoni \| \| \| \| \| \| Rhomaleosaurus zetlandicus \| \| \| \| |
|  |                                                                                         |
|  | Rhomaleosaurus cramptoni                                                                |
|  |                                                                                         |
|  | Rhomaleosaurus zetlandicus                                                              |
|  |                                                                                         |

|  | Rhomaleosaurus cramptoni   |
|  |                            |
|  | Rhomaleosaurus zetlandicus |
|  |                            |

|  | Borealonectes russelli |
|  |                        |
|  | Maresaurus coccai      |
|  |                        |

|  | Rhomaleosaurus thorntoni                                                                |
|  |                                                                                         |
|  | \| \| Rhomaleosaurus cramptoni \| \| \| \| \| \| Rhomaleosaurus zetlandicus \| \| \| \| |
|  |                                                                                         |
|  | Rhomaleosaurus cramptoni                                                                |
|  |                                                                                         |
|  | Rhomaleosaurus zetlandicus                                                              |
|  |                                                                                         |

|  | Rhomaleosaurus cramptoni   |
|  |                            |
|  | Rhomaleosaurus zetlandicus |
|  |                            |

|  | Borealonectes russelli |
|  |                        |
|  | Maresaurus coccai      |
|  |                        |

|  | Rhomaleosaurus thorntoni                                                                |
|  |                                                                                         |
|  | \| \| Rhomaleosaurus cramptoni \| \| \| \| \| \| Rhomaleosaurus zetlandicus \| \| \| \| |
|  |                                                                                         |
|  | Rhomaleosaurus cramptoni                                                                |
|  |                                                                                         |
|  | Rhomaleosaurus zetlandicus                                                              |
|  |                                                                                         |

|  | Rhomaleosaurus cramptoni   |
|  |                            |
|  | Rhomaleosaurus zetlandicus |
|  |                            |

|  | Borealonectes russelli |
|  |                        |
|  | Maresaurus coccai      |
|  |                        |

|  | Rhomaleosaurus thorntoni                                                                |
|  |                                                                                         |
|  | \| \| Rhomaleosaurus cramptoni \| \| \| \| \| \| Rhomaleosaurus zetlandicus \| \| \| \| |
|  |                                                                                         |
|  | Rhomaleosaurus cramptoni                                                                |
|  |                                                                                         |
|  | Rhomaleosaurus zetlandicus                                                              |
|  |                                                                                         |

|  | Rhomaleosaurus cramptoni   |
|  |                            |
|  | Rhomaleosaurus zetlandicus |
|  |                            |

|  | Borealonectes russelli |
|  |                        |
|  | Maresaurus coccai      |
|  |                        |

|  | Rhomaleosaurus thorntoni                                                                |
|  |                                                                                         |
|  | \| \| Rhomaleosaurus cramptoni \| \| \| \| \| \| Rhomaleosaurus zetlandicus \| \| \| \| |
|  |                                                                                         |
|  | Rhomaleosaurus cramptoni                                                                |
|  |                                                                                         |
|  | Rhomaleosaurus zetlandicus                                                              |
|  |                                                                                         |

|  | Rhomaleosaurus cramptoni   |
|  |                            |
|  | Rhomaleosaurus zetlandicus |
|  |                            |

|  | Borealonectes russelli |
|  |                        |
|  | Maresaurus coccai      |
|  |                        |

|  | Rhomaleosaurus thorntoni                                                                |
|  |                                                                                         |
|  | \| \| Rhomaleosaurus cramptoni \| \| \| \| \| \| Rhomaleosaurus zetlandicus \| \| \| \| |
|  |                                                                                         |
|  | Rhomaleosaurus cramptoni                                                                |
|  |                                                                                         |
|  | Rhomaleosaurus zetlandicus                                                              |
|  |                                                                                         |

|  | Rhomaleosaurus cramptoni   |
|  |                            |
|  | Rhomaleosaurus zetlandicus |
|  |                            |

|  | Borealonectes russelli |
|  |                        |
|  | Maresaurus coccai      |
|  |                        |

|  | Rhomaleosaurus thorntoni                                                                |
|  |                                                                                         |
|  | \| \| Rhomaleosaurus cramptoni \| \| \| \| \| \| Rhomaleosaurus zetlandicus \| \| \| \| |
|  |                                                                                         |
|  | Rhomaleosaurus cramptoni                                                                |
|  |                                                                                         |
|  | Rhomaleosaurus zetlandicus                                                              |
|  |                                                                                         |

|  | Rhomaleosaurus cramptoni   |
|  |                            |
|  | Rhomaleosaurus zetlandicus |
|  |                            |

|  | Borealonectes russelli |
|  |                        |
|  | Maresaurus coccai      |
|  |                        |

|  | Rhomaleosaurus thorntoni                                                                |
|  |                                                                                         |
|  | \| \| Rhomaleosaurus cramptoni \| \| \| \| \| \| Rhomaleosaurus zetlandicus \| \| \| \| |
|  |                                                                                         |
|  | Rhomaleosaurus cramptoni                                                                |
|  |                                                                                         |
|  | Rhomaleosaurus zetlandicus                                                              |
|  |                                                                                         |

|  | Rhomaleosaurus cramptoni   |
|  |                            |
|  | Rhomaleosaurus zetlandicus |
|  |                            |

|  | Borealonectes russelli |
|  |                        |
|  | Maresaurus coccai      |
|  |                        |

|  | Rhomaleosaurus thorntoni                                                                |
|  |                                                                                         |
|  | \| \| Rhomaleosaurus cramptoni \| \| \| \| \| \| Rhomaleosaurus zetlandicus \| \| \| \| |
|  |                                                                                         |
|  | Rhomaleosaurus cramptoni                                                                |
|  |                                                                                         |
|  | Rhomaleosaurus zetlandicus                                                              |
|  |                                                                                         |

|  | Rhomaleosaurus cramptoni   |
|  |                            |
|  | Rhomaleosaurus zetlandicus |
|  |                            |

|  | Borealonectes russelli |
|  |                        |
|  | Maresaurus coccai      |
|  |                        |

|  | Rhomaleosaurus thorntoni                                                                |
|  |                                                                                         |
|  | \| \| Rhomaleosaurus cramptoni \| \| \| \| \| \| Rhomaleosaurus zetlandicus \| \| \| \| |
|  |                                                                                         |
|  | Rhomaleosaurus cramptoni                                                                |
|  |                                                                                         |
|  | Rhomaleosaurus zetlandicus                                                              |
|  |                                                                                         |

|  | Rhomaleosaurus cramptoni   |
|  |                            |
|  | Rhomaleosaurus zetlandicus |
|  |                            |

|  | Borealonectes russelli |
|  |                        |
|  | Maresaurus coccai      |
|  |                        |

|  | Rhomaleosaurus thorntoni                                                                |
|  |                                                                                         |
|  | \| \| Rhomaleosaurus cramptoni \| \| \| \| \| \| Rhomaleosaurus zetlandicus \| \| \| \| |
|  |                                                                                         |
|  | Rhomaleosaurus cramptoni                                                                |
|  |                                                                                         |
|  | Rhomaleosaurus zetlandicus                                                              |
|  |                                                                                         |

|  | Rhomaleosaurus cramptoni   |
|  |                            |
|  | Rhomaleosaurus zetlandicus |
|  |                            |

|  | Borealonectes russelli |
|  |                        |
|  | Maresaurus coccai      |
|  |                        |

|  | Rhomaleosaurus thorntoni                                                                |
|  |                                                                                         |
|  | \| \| Rhomaleosaurus cramptoni \| \| \| \| \| \| Rhomaleosaurus zetlandicus \| \| \| \| |
|  |                                                                                         |
|  | Rhomaleosaurus cramptoni                                                                |
|  |                                                                                         |
|  | Rhomaleosaurus zetlandicus                                                              |
|  |                                                                                         |

|  | Rhomaleosaurus cramptoni   |
|  |                            |
|  | Rhomaleosaurus zetlandicus |
|  |                            |

|  | Borealonectes russelli |
|  |                        |
|  | Maresaurus coccai      |
|  |                        |

|  | Rhomaleosaurus thorntoni                                                                |
|  |                                                                                         |
|  | \| \| Rhomaleosaurus cramptoni \| \| \| \| \| \| Rhomaleosaurus zetlandicus \| \| \| \| |
|  |                                                                                         |
|  | Rhomaleosaurus cramptoni                                                                |
|  |                                                                                         |
|  | Rhomaleosaurus zetlandicus                                                              |
|  |                                                                                         |

|  | Rhomaleosaurus cramptoni   |
|  |                            |
|  | Rhomaleosaurus zetlandicus |
|  |                            |

|  | Borealonectes russelli |
|  |                        |
|  | Maresaurus coccai      |
|  |                        |

|  | Rhomaleosaurus thorntoni                                                                |
|  |                                                                                         |
|  | \| \| Rhomaleosaurus cramptoni \| \| \| \| \| \| Rhomaleosaurus zetlandicus \| \| \| \| |
|  |                                                                                         |
|  | Rhomaleosaurus cramptoni                                                                |
|  |                                                                                         |
|  | Rhomaleosaurus zetlandicus                                                              |
|  |                                                                                         |

|  | Rhomaleosaurus cramptoni   |
|  |                            |
|  | Rhomaleosaurus zetlandicus |
|  |                            |

|  | Borealonectes russelli |
|  |                        |
|  | Maresaurus coccai      |
|  |                        |

|  | Rhomaleosaurus thorntoni                                                                |
|  |                                                                                         |
|  | \| \| Rhomaleosaurus cramptoni \| \| \| \| \| \| Rhomaleosaurus zetlandicus \| \| \| \| |
|  |                                                                                         |
|  | Rhomaleosaurus cramptoni                                                                |
|  |                                                                                         |
|  | Rhomaleosaurus zetlandicus                                                              |
|  |                                                                                         |

|  | Rhomaleosaurus cramptoni   |
|  |                            |
|  | Rhomaleosaurus zetlandicus |
|  |                            |

|  | Borealonectes russelli |
|  |                        |
|  | Maresaurus coccai      |
|  |                        |

|  | Rhomaleosaurus thorntoni                                                                |
|  |                                                                                         |
|  | \| \| Rhomaleosaurus cramptoni \| \| \| \| \| \| Rhomaleosaurus zetlandicus \| \| \| \| |
|  |                                                                                         |
|  | Rhomaleosaurus cramptoni                                                                |
|  |                                                                                         |
|  | Rhomaleosaurus zetlandicus                                                              |
|  |                                                                                         |

|  | Rhomaleosaurus cramptoni   |
|  |                            |
|  | Rhomaleosaurus zetlandicus |
|  |                            |

|  | Borealonectes russelli |
|  |                        |
|  | Maresaurus coccai      |
|  |                        |

|  | Rhomaleosaurus thorntoni                                                                |
|  |                                                                                         |
|  | \| \| Rhomaleosaurus cramptoni \| \| \| \| \| \| Rhomaleosaurus zetlandicus \| \| \| \| |
|  |                                                                                         |
|  | Rhomaleosaurus cramptoni                                                                |
|  |                                                                                         |
|  | Rhomaleosaurus zetlandicus                                                              |
|  |                                                                                         |

|  | Rhomaleosaurus cramptoni   |
|  |                            |
|  | Rhomaleosaurus zetlandicus |
|  |                            |

|  | Borealonectes russelli |
|  |                        |
|  | Maresaurus coccai      |
|  |                        |

|  | Rhomaleosaurus thorntoni                                                                |
|  |                                                                                         |
|  | \| \| Rhomaleosaurus cramptoni \| \| \| \| \| \| Rhomaleosaurus zetlandicus \| \| \| \| |
|  |                                                                                         |
|  | Rhomaleosaurus cramptoni                                                                |
|  |                                                                                         |
|  | Rhomaleosaurus zetlandicus                                                              |
|  |                                                                                         |

|  | Rhomaleosaurus cramptoni   |
|  |                            |
|  | Rhomaleosaurus zetlandicus |
|  |                            |

|  | Borealonectes russelli |
|  |                        |
|  | Maresaurus coccai      |
|  |                        |

|  | Rhomaleosaurus thorntoni                                                                |
|  |                                                                                         |
|  | \| \| Rhomaleosaurus cramptoni \| \| \| \| \| \| Rhomaleosaurus zetlandicus \| \| \| \| |
|  |                                                                                         |
|  | Rhomaleosaurus cramptoni                                                                |
|  |                                                                                         |
|  | Rhomaleosaurus zetlandicus                                                              |
|  |                                                                                         |

|  | Rhomaleosaurus cramptoni   |
|  |                            |
|  | Rhomaleosaurus zetlandicus |
|  |                            |

|  | Borealonectes russelli |
|  |                        |
|  | Maresaurus coccai      |
|  |                        |

|  | Rhomaleosaurus thorntoni                                                                |
|  |                                                                                         |
|  | \| \| Rhomaleosaurus cramptoni \| \| \| \| \| \| Rhomaleosaurus zetlandicus \| \| \| \| |
|  |                                                                                         |
|  | Rhomaleosaurus cramptoni                                                                |
|  |                                                                                         |
|  | Rhomaleosaurus zetlandicus                                                              |
|  |                                                                                         |

|  | Rhomaleosaurus cramptoni   |
|  |                            |
|  | Rhomaleosaurus zetlandicus |
|  |                            |

| Neoplesiosauria | \| \| Pliosauridae \| \| \| \| \| \| Plesiosauroidea \| \| \| \| |
|                 | \| \| Pliosauridae \| \| \| \| \| \| Plesiosauroidea \| \| \| \| |
|                 | Pliosauridae                                                     |
|                 |                                                                  |
|                 | Plesiosauroidea                                                  |
|                 |                                                                  |

|  | Pliosauridae    |
|  |                 |
|  | Plesiosauroidea |
|  |                 |

|  | Borealonectes russelli |
|  |                        |
|  | Maresaurus coccai      |
|  |                        |

|  | Rhomaleosaurus thorntoni                                                                |
|  |                                                                                         |
|  | \| \| Rhomaleosaurus cramptoni \| \| \| \| \| \| Rhomaleosaurus zetlandicus \| \| \| \| |
|  |                                                                                         |
|  | Rhomaleosaurus cramptoni                                                                |
|  |                                                                                         |
|  | Rhomaleosaurus zetlandicus                                                              |
|  |                                                                                         |

|  | Rhomaleosaurus cramptoni   |
|  |                            |
|  | Rhomaleosaurus zetlandicus |
|  |                            |

|  | Borealonectes russelli |
|  |                        |
|  | Maresaurus coccai      |
|  |                        |

|  | Rhomaleosaurus thorntoni                                                                |
|  |                                                                                         |
|  | \| \| Rhomaleosaurus cramptoni \| \| \| \| \| \| Rhomaleosaurus zetlandicus \| \| \| \| |
|  |                                                                                         |
|  | Rhomaleosaurus cramptoni                                                                |
|  |                                                                                         |
|  | Rhomaleosaurus zetlandicus                                                              |
|  |                                                                                         |

|  | Rhomaleosaurus cramptoni   |
|  |                            |
|  | Rhomaleosaurus zetlandicus |
|  |                            |

|  | Borealonectes russelli |
|  |                        |
|  | Maresaurus coccai      |
|  |                        |

|  | Rhomaleosaurus thorntoni                                                                |
|  |                                                                                         |
|  | \| \| Rhomaleosaurus cramptoni \| \| \| \| \| \| Rhomaleosaurus zetlandicus \| \| \| \| |
|  |                                                                                         |
|  | Rhomaleosaurus cramptoni                                                                |
|  |                                                                                         |
|  | Rhomaleosaurus zetlandicus                                                              |
|  |                                                                                         |

|  | Rhomaleosaurus cramptoni   |
|  |                            |
|  | Rhomaleosaurus zetlandicus |
|  |                            |

|  | Borealonectes russelli |
|  |                        |
|  | Maresaurus coccai      |
|  |                        |

|  | Rhomaleosaurus thorntoni                                                                |
|  |                                                                                         |
|  | \| \| Rhomaleosaurus cramptoni \| \| \| \| \| \| Rhomaleosaurus zetlandicus \| \| \| \| |
|  |                                                                                         |
|  | Rhomaleosaurus cramptoni                                                                |
|  |                                                                                         |
|  | Rhomaleosaurus zetlandicus                                                              |
|  |                                                                                         |

|  | Rhomaleosaurus cramptoni   |
|  |                            |
|  | Rhomaleosaurus zetlandicus |
|  |                            |

|  | Borealonectes russelli |
|  |                        |
|  | Maresaurus coccai      |
|  |                        |

|  | Rhomaleosaurus thorntoni                                                                |
|  |                                                                                         |
|  | \| \| Rhomaleosaurus cramptoni \| \| \| \| \| \| Rhomaleosaurus zetlandicus \| \| \| \| |
|  |                                                                                         |
|  | Rhomaleosaurus cramptoni                                                                |
|  |                                                                                         |
|  | Rhomaleosaurus zetlandicus                                                              |
|  |                                                                                         |

|  | Rhomaleosaurus cramptoni   |
|  |                            |
|  | Rhomaleosaurus zetlandicus |
|  |                            |

|  | Borealonectes russelli |
|  |                        |
|  | Maresaurus coccai      |
|  |                        |

|  | Rhomaleosaurus thorntoni                                                                |
|  |                                                                                         |
|  | \| \| Rhomaleosaurus cramptoni \| \| \| \| \| \| Rhomaleosaurus zetlandicus \| \| \| \| |
|  |                                                                                         |
|  | Rhomaleosaurus cramptoni                                                                |
|  |                                                                                         |
|  | Rhomaleosaurus zetlandicus                                                              |
|  |                                                                                         |

|  | Rhomaleosaurus cramptoni   |
|  |                            |
|  | Rhomaleosaurus zetlandicus |
|  |                            |

|  | Borealonectes russelli |
|  |                        |
|  | Maresaurus coccai      |
|  |                        |

|  | Rhomaleosaurus thorntoni                                                                |
|  |                                                                                         |
|  | \| \| Rhomaleosaurus cramptoni \| \| \| \| \| \| Rhomaleosaurus zetlandicus \| \| \| \| |
|  |                                                                                         |
|  | Rhomaleosaurus cramptoni                                                                |
|  |                                                                                         |
|  | Rhomaleosaurus zetlandicus                                                              |
|  |                                                                                         |

|  | Rhomaleosaurus cramptoni   |
|  |                            |
|  | Rhomaleosaurus zetlandicus |
|  |                            |

|  | Borealonectes russelli |
|  |                        |
|  | Maresaurus coccai      |
|  |                        |

|  | Rhomaleosaurus thorntoni                                                                |
|  |                                                                                         |
|  | \| \| Rhomaleosaurus cramptoni \| \| \| \| \| \| Rhomaleosaurus zetlandicus \| \| \| \| |
|  |                                                                                         |
|  | Rhomaleosaurus cramptoni                                                                |
|  |                                                                                         |
|  | Rhomaleosaurus zetlandicus                                                              |
|  |                                                                                         |

|  | Rhomaleosaurus cramptoni   |
|  |                            |
|  | Rhomaleosaurus zetlandicus |
|  |                            |

|  | Borealonectes russelli |
|  |                        |
|  | Maresaurus coccai      |
|  |                        |

|  | Rhomaleosaurus thorntoni                                                                |
|  |                                                                                         |
|  | \| \| Rhomaleosaurus cramptoni \| \| \| \| \| \| Rhomaleosaurus zetlandicus \| \| \| \| |
|  |                                                                                         |
|  | Rhomaleosaurus cramptoni                                                                |
|  |                                                                                         |
|  | Rhomaleosaurus zetlandicus                                                              |
|  |                                                                                         |

|  | Rhomaleosaurus cramptoni   |
|  |                            |
|  | Rhomaleosaurus zetlandicus |
|  |                            |

|  | Borealonectes russelli |
|  |                        |
|  | Maresaurus coccai      |
|  |                        |

|  | Rhomaleosaurus thorntoni                                                                |
|  |                                                                                         |
|  | \| \| Rhomaleosaurus cramptoni \| \| \| \| \| \| Rhomaleosaurus zetlandicus \| \| \| \| |
|  |                                                                                         |
|  | Rhomaleosaurus cramptoni                                                                |
|  |                                                                                         |
|  | Rhomaleosaurus zetlandicus                                                              |
|  |                                                                                         |

|  | Rhomaleosaurus cramptoni   |
|  |                            |
|  | Rhomaleosaurus zetlandicus |
|  |                            |

|  | Borealonectes russelli |
|  |                        |
|  | Maresaurus coccai      |
|  |                        |

|  | Rhomaleosaurus thorntoni                                                                |
|  |                                                                                         |
|  | \| \| Rhomaleosaurus cramptoni \| \| \| \| \| \| Rhomaleosaurus zetlandicus \| \| \| \| |
|  |                                                                                         |
|  | Rhomaleosaurus cramptoni                                                                |
|  |                                                                                         |
|  | Rhomaleosaurus zetlandicus                                                              |
|  |                                                                                         |

|  | Rhomaleosaurus cramptoni   |
|  |                            |
|  | Rhomaleosaurus zetlandicus |
|  |                            |

|  | Borealonectes russelli |
|  |                        |
|  | Maresaurus coccai      |
|  |                        |

|  | Rhomaleosaurus thorntoni                                                                |
|  |                                                                                         |
|  | \| \| Rhomaleosaurus cramptoni \| \| \| \| \| \| Rhomaleosaurus zetlandicus \| \| \| \| |
|  |                                                                                         |
|  | Rhomaleosaurus cramptoni                                                                |
|  |                                                                                         |
|  | Rhomaleosaurus zetlandicus                                                              |
|  |                                                                                         |

|  | Rhomaleosaurus cramptoni   |
|  |                            |
|  | Rhomaleosaurus zetlandicus |
|  |                            |

|  | Borealonectes russelli |
|  |                        |
|  | Maresaurus coccai      |
|  |                        |

|  | Rhomaleosaurus thorntoni                                                                |
|  |                                                                                         |
|  | \| \| Rhomaleosaurus cramptoni \| \| \| \| \| \| Rhomaleosaurus zetlandicus \| \| \| \| |
|  |                                                                                         |
|  | Rhomaleosaurus cramptoni                                                                |
|  |                                                                                         |
|  | Rhomaleosaurus zetlandicus                                                              |
|  |                                                                                         |

|  | Rhomaleosaurus cramptoni   |
|  |                            |
|  | Rhomaleosaurus zetlandicus |
|  |                            |

|  | Borealonectes russelli |
|  |                        |
|  | Maresaurus coccai      |
|  |                        |

|  | Rhomaleosaurus thorntoni                                                                |
|  |                                                                                         |
|  | \| \| Rhomaleosaurus cramptoni \| \| \| \| \| \| Rhomaleosaurus zetlandicus \| \| \| \| |
|  |                                                                                         |
|  | Rhomaleosaurus cramptoni                                                                |
|  |                                                                                         |
|  | Rhomaleosaurus zetlandicus                                                              |
|  |                                                                                         |

|  | Rhomaleosaurus cramptoni   |
|  |                            |
|  | Rhomaleosaurus zetlandicus |
|  |                            |

|  | Borealonectes russelli |
|  |                        |
|  | Maresaurus coccai      |
|  |                        |

|  | Rhomaleosaurus thorntoni                                                                |
|  |                                                                                         |
|  | \| \| Rhomaleosaurus cramptoni \| \| \| \| \| \| Rhomaleosaurus zetlandicus \| \| \| \| |
|  |                                                                                         |
|  | Rhomaleosaurus cramptoni                                                                |
|  |                                                                                         |
|  | Rhomaleosaurus zetlandicus                                                              |
|  |                                                                                         |

|  | Rhomaleosaurus cramptoni   |
|  |                            |
|  | Rhomaleosaurus zetlandicus |
|  |                            |

|  | Borealonectes russelli |
|  |                        |
|  | Maresaurus coccai      |
|  |                        |

|  | Rhomaleosaurus thorntoni                                                                |
|  |                                                                                         |
|  | \| \| Rhomaleosaurus cramptoni \| \| \| \| \| \| Rhomaleosaurus zetlandicus \| \| \| \| |
|  |                                                                                         |
|  | Rhomaleosaurus cramptoni                                                                |
|  |                                                                                         |
|  | Rhomaleosaurus zetlandicus                                                              |
|  |                                                                                         |

|  | Rhomaleosaurus cramptoni   |
|  |                            |
|  | Rhomaleosaurus zetlandicus |
|  |                            |

|  | Borealonectes russelli |
|  |                        |
|  | Maresaurus coccai      |
|  |                        |

|  | Rhomaleosaurus thorntoni                                                                |
|  |                                                                                         |
|  | \| \| Rhomaleosaurus cramptoni \| \| \| \| \| \| Rhomaleosaurus zetlandicus \| \| \| \| |
|  |                                                                                         |
|  | Rhomaleosaurus cramptoni                                                                |
|  |                                                                                         |
|  | Rhomaleosaurus zetlandicus                                                              |
|  |                                                                                         |

|  | Rhomaleosaurus cramptoni   |
|  |                            |
|  | Rhomaleosaurus zetlandicus |
|  |                            |

|  | Borealonectes russelli |
|  |                        |
|  | Maresaurus coccai      |
|  |                        |

|  | Rhomaleosaurus thorntoni                                                                |
|  |                                                                                         |
|  | \| \| Rhomaleosaurus cramptoni \| \| \| \| \| \| Rhomaleosaurus zetlandicus \| \| \| \| |
|  |                                                                                         |
|  | Rhomaleosaurus cramptoni                                                                |
|  |                                                                                         |
|  | Rhomaleosaurus zetlandicus                                                              |
|  |                                                                                         |

|  | Rhomaleosaurus cramptoni   |
|  |                            |
|  | Rhomaleosaurus zetlandicus |
|  |                            |

|  | Borealonectes russelli |
|  |                        |
|  | Maresaurus coccai      |
|  |                        |

|  | Rhomaleosaurus thorntoni                                                                |
|  |                                                                                         |
|  | \| \| Rhomaleosaurus cramptoni \| \| \| \| \| \| Rhomaleosaurus zetlandicus \| \| \| \| |
|  |                                                                                         |
|  | Rhomaleosaurus cramptoni                                                                |
|  |                                                                                         |
|  | Rhomaleosaurus zetlandicus                                                              |
|  |                                                                                         |

|  | Rhomaleosaurus cramptoni   |
|  |                            |
|  | Rhomaleosaurus zetlandicus |
|  |                            |

|  | Borealonectes russelli |
|  |                        |
|  | Maresaurus coccai      |
|  |                        |

|  | Rhomaleosaurus thorntoni                                                                |
|  |                                                                                         |
|  | \| \| Rhomaleosaurus cramptoni \| \| \| \| \| \| Rhomaleosaurus zetlandicus \| \| \| \| |
|  |                                                                                         |
|  | Rhomaleosaurus cramptoni                                                                |
|  |                                                                                         |
|  | Rhomaleosaurus zetlandicus                                                              |
|  |                                                                                         |

|  | Rhomaleosaurus cramptoni   |
|  |                            |
|  | Rhomaleosaurus zetlandicus |
|  |                            |

|  | Borealonectes russelli |
|  |                        |
|  | Maresaurus coccai      |
|  |                        |

|  | Rhomaleosaurus thorntoni                                                                |
|  |                                                                                         |
|  | \| \| Rhomaleosaurus cramptoni \| \| \| \| \| \| Rhomaleosaurus zetlandicus \| \| \| \| |
|  |                                                                                         |
|  | Rhomaleosaurus cramptoni                                                                |
|  |                                                                                         |
|  | Rhomaleosaurus zetlandicus                                                              |
|  |                                                                                         |

|  | Rhomaleosaurus cramptoni   |
|  |                            |
|  | Rhomaleosaurus zetlandicus |
|  |                            |

|  | Borealonectes russelli |
|  |                        |
|  | Maresaurus coccai      |
|  |                        |

|  | Rhomaleosaurus thorntoni                                                                |
|  |                                                                                         |
|  | \| \| Rhomaleosaurus cramptoni \| \| \| \| \| \| Rhomaleosaurus zetlandicus \| \| \| \| |
|  |                                                                                         |
|  | Rhomaleosaurus cramptoni                                                                |
|  |                                                                                         |
|  | Rhomaleosaurus zetlandicus                                                              |
|  |                                                                                         |

|  | Rhomaleosaurus cramptoni   |
|  |                            |
|  | Rhomaleosaurus zetlandicus |
|  |                            |

|  | Borealonectes russelli |
|  |                        |
|  | Maresaurus coccai      |
|  |                        |

|  | Rhomaleosaurus thorntoni                                                                |
|  |                                                                                         |
|  | \| \| Rhomaleosaurus cramptoni \| \| \| \| \| \| Rhomaleosaurus zetlandicus \| \| \| \| |
|  |                                                                                         |
|  | Rhomaleosaurus cramptoni                                                                |
|  |                                                                                         |
|  | Rhomaleosaurus zetlandicus                                                              |
|  |                                                                                         |

|  | Rhomaleosaurus cramptoni   |
|  |                            |
|  | Rhomaleosaurus zetlandicus |
|  |                            |

|  | Borealonectes russelli |
|  |                        |
|  | Maresaurus coccai      |
|  |                        |

|  | Rhomaleosaurus thorntoni                                                                |
|  |                                                                                         |
|  | \| \| Rhomaleosaurus cramptoni \| \| \| \| \| \| Rhomaleosaurus zetlandicus \| \| \| \| |
|  |                                                                                         |
|  | Rhomaleosaurus cramptoni                                                                |
|  |                                                                                         |
|  | Rhomaleosaurus zetlandicus                                                              |
|  |                                                                                         |

|  | Rhomaleosaurus cramptoni   |
|  |                            |
|  | Rhomaleosaurus zetlandicus |
|  |                            |

|  | Borealonectes russelli |
|  |                        |
|  | Maresaurus coccai      |
|  |                        |

|  | Rhomaleosaurus thorntoni                                                                |
|  |                                                                                         |
|  | \| \| Rhomaleosaurus cramptoni \| \| \| \| \| \| Rhomaleosaurus zetlandicus \| \| \| \| |
|  |                                                                                         |
|  | Rhomaleosaurus cramptoni                                                                |
|  |                                                                                         |
|  | Rhomaleosaurus zetlandicus                                                              |
|  |                                                                                         |

|  | Rhomaleosaurus cramptoni   |
|  |                            |
|  | Rhomaleosaurus zetlandicus |
|  |                            |

|  | Borealonectes russelli |
|  |                        |
|  | Maresaurus coccai      |
|  |                        |

|  | Rhomaleosaurus thorntoni                                                                |
|  |                                                                                         |
|  | \| \| Rhomaleosaurus cramptoni \| \| \| \| \| \| Rhomaleosaurus zetlandicus \| \| \| \| |
|  |                                                                                         |
|  | Rhomaleosaurus cramptoni                                                                |
|  |                                                                                         |
|  | Rhomaleosaurus zetlandicus                                                              |
|  |                                                                                         |

|  | Rhomaleosaurus cramptoni   |
|  |                            |
|  | Rhomaleosaurus zetlandicus |
|  |                            |

|  | Borealonectes russelli |
|  |                        |
|  | Maresaurus coccai      |
|  |                        |

|  | Rhomaleosaurus thorntoni                                                                |
|  |                                                                                         |
|  | \| \| Rhomaleosaurus cramptoni \| \| \| \| \| \| Rhomaleosaurus zetlandicus \| \| \| \| |
|  |                                                                                         |
|  | Rhomaleosaurus cramptoni                                                                |
|  |                                                                                         |
|  | Rhomaleosaurus zetlandicus                                                              |
|  |                                                                                         |

|  | Rhomaleosaurus cramptoni   |
|  |                            |
|  | Rhomaleosaurus zetlandicus |
|  |                            |

|  | Borealonectes russelli |
|  |                        |
|  | Maresaurus coccai      |
|  |                        |

|  | Rhomaleosaurus thorntoni                                                                |
|  |                                                                                         |
|  | \| \| Rhomaleosaurus cramptoni \| \| \| \| \| \| Rhomaleosaurus zetlandicus \| \| \| \| |
|  |                                                                                         |
|  | Rhomaleosaurus cramptoni                                                                |
|  |                                                                                         |
|  | Rhomaleosaurus zetlandicus                                                              |
|  |                                                                                         |

|  | Rhomaleosaurus cramptoni   |
|  |                            |
|  | Rhomaleosaurus zetlandicus |
|  |                            |

|  | Borealonectes russelli |
|  |                        |
|  | Maresaurus coccai      |
|  |                        |

|  | Rhomaleosaurus thorntoni                                                                |
|  |                                                                                         |
|  | \| \| Rhomaleosaurus cramptoni \| \| \| \| \| \| Rhomaleosaurus zetlandicus \| \| \| \| |
|  |                                                                                         |
|  | Rhomaleosaurus cramptoni                                                                |
|  |                                                                                         |
|  | Rhomaleosaurus zetlandicus                                                              |
|  |                                                                                         |

|  | Rhomaleosaurus cramptoni   |
|  |                            |
|  | Rhomaleosaurus zetlandicus |
|  |                            |

|  | Borealonectes russelli |
|  |                        |
|  | Maresaurus coccai      |
|  |                        |

|  | Rhomaleosaurus thorntoni                                                                |
|  |                                                                                         |
|  | \| \| Rhomaleosaurus cramptoni \| \| \| \| \| \| Rhomaleosaurus zetlandicus \| \| \| \| |
|  |                                                                                         |
|  | Rhomaleosaurus cramptoni                                                                |
|  |                                                                                         |
|  | Rhomaleosaurus zetlandicus                                                              |
|  |                                                                                         |

|  | Rhomaleosaurus cramptoni   |
|  |                            |
|  | Rhomaleosaurus zetlandicus |
|  |                            |

|  | Borealonectes russelli |
|  |                        |
|  | Maresaurus coccai      |
|  |                        |

|  | Rhomaleosaurus thorntoni                                                                |
|  |                                                                                         |
|  | \| \| Rhomaleosaurus cramptoni \| \| \| \| \| \| Rhomaleosaurus zetlandicus \| \| \| \| |
|  |                                                                                         |
|  | Rhomaleosaurus cramptoni                                                                |
|  |                                                                                         |
|  | Rhomaleosaurus zetlandicus                                                              |
|  |                                                                                         |

|  | Rhomaleosaurus cramptoni   |
|  |                            |
|  | Rhomaleosaurus zetlandicus |
|  |                            |

|  | Borealonectes russelli |
|  |                        |
|  | Maresaurus coccai      |
|  |                        |

|  | Rhomaleosaurus thorntoni                                                                |
|  |                                                                                         |
|  | \| \| Rhomaleosaurus cramptoni \| \| \| \| \| \| Rhomaleosaurus zetlandicus \| \| \| \| |
|  |                                                                                         |
|  | Rhomaleosaurus cramptoni                                                                |
|  |                                                                                         |
|  | Rhomaleosaurus zetlandicus                                                              |
|  |                                                                                         |

|  | Rhomaleosaurus cramptoni   |
|  |                            |
|  | Rhomaleosaurus zetlandicus |
|  |                            |

| Neoplesiosauria | \| \| Pliosauridae \| \| \| \| \| \| Plesiosauroidea \| \| \| \| |
|                 | \| \| Pliosauridae \| \| \| \| \| \| Plesiosauroidea \| \| \| \| |
|                 | Pliosauridae                                                     |
|                 |                                                                  |
|                 | Plesiosauroidea                                                  |
|                 |                                                                  |

|  | Pliosauridae    |
|  |                 |
|  | Plesiosauroidea |
|  |                 |

|  | Borealonectes russelli |
|  |                        |
|  | Maresaurus coccai      |
|  |                        |

|  | Rhomaleosaurus thorntoni                                                                |
|  |                                                                                         |
|  | \| \| Rhomaleosaurus cramptoni \| \| \| \| \| \| Rhomaleosaurus zetlandicus \| \| \| \| |
|  |                                                                                         |
|  | Rhomaleosaurus cramptoni                                                                |
|  |                                                                                         |
|  | Rhomaleosaurus zetlandicus                                                              |
|  |                                                                                         |

|  | Rhomaleosaurus cramptoni   |
|  |                            |
|  | Rhomaleosaurus zetlandicus |
|  |                            |

|  | Borealonectes russelli |
|  |                        |
|  | Maresaurus coccai      |
|  |                        |

|  | Rhomaleosaurus thorntoni                                                                |
|  |                                                                                         |
|  | \| \| Rhomaleosaurus cramptoni \| \| \| \| \| \| Rhomaleosaurus zetlandicus \| \| \| \| |
|  |                                                                                         |
|  | Rhomaleosaurus cramptoni                                                                |
|  |                                                                                         |
|  | Rhomaleosaurus zetlandicus                                                              |
|  |                                                                                         |

|  | Rhomaleosaurus cramptoni   |
|  |                            |
|  | Rhomaleosaurus zetlandicus |
|  |                            |

|  | Borealonectes russelli |
|  |                        |
|  | Maresaurus coccai      |
|  |                        |

|  | Rhomaleosaurus thorntoni                                                                |
|  |                                                                                         |
|  | \| \| Rhomaleosaurus cramptoni \| \| \| \| \| \| Rhomaleosaurus zetlandicus \| \| \| \| |
|  |                                                                                         |
|  | Rhomaleosaurus cramptoni                                                                |
|  |                                                                                         |
|  | Rhomaleosaurus zetlandicus                                                              |
|  |                                                                                         |

|  | Rhomaleosaurus cramptoni   |
|  |                            |
|  | Rhomaleosaurus zetlandicus |
|  |                            |

|  | Borealonectes russelli |
|  |                        |
|  | Maresaurus coccai      |
|  |                        |

|  | Rhomaleosaurus thorntoni                                                                |
|  |                                                                                         |
|  | \| \| Rhomaleosaurus cramptoni \| \| \| \| \| \| Rhomaleosaurus zetlandicus \| \| \| \| |
|  |                                                                                         |
|  | Rhomaleosaurus cramptoni                                                                |
|  |                                                                                         |
|  | Rhomaleosaurus zetlandicus                                                              |
|  |                                                                                         |

|  | Rhomaleosaurus cramptoni   |
|  |                            |
|  | Rhomaleosaurus zetlandicus |
|  |                            |

|  | Borealonectes russelli |
|  |                        |
|  | Maresaurus coccai      |
|  |                        |

|  | Rhomaleosaurus thorntoni                                                                |
|  |                                                                                         |
|  | \| \| Rhomaleosaurus cramptoni \| \| \| \| \| \| Rhomaleosaurus zetlandicus \| \| \| \| |
|  |                                                                                         |
|  | Rhomaleosaurus cramptoni                                                                |
|  |                                                                                         |
|  | Rhomaleosaurus zetlandicus                                                              |
|  |                                                                                         |

|  | Rhomaleosaurus cramptoni   |
|  |                            |
|  | Rhomaleosaurus zetlandicus |
|  |                            |

|  | Borealonectes russelli |
|  |                        |
|  | Maresaurus coccai      |
|  |                        |

|  | Rhomaleosaurus thorntoni                                                                |
|  |                                                                                         |
|  | \| \| Rhomaleosaurus cramptoni \| \| \| \| \| \| Rhomaleosaurus zetlandicus \| \| \| \| |
|  |                                                                                         |
|  | Rhomaleosaurus cramptoni                                                                |
|  |                                                                                         |
|  | Rhomaleosaurus zetlandicus                                                              |
|  |                                                                                         |

|  | Rhomaleosaurus cramptoni   |
|  |                            |
|  | Rhomaleosaurus zetlandicus |
|  |                            |

|  | Borealonectes russelli |
|  |                        |
|  | Maresaurus coccai      |
|  |                        |

|  | Rhomaleosaurus thorntoni                                                                |
|  |                                                                                         |
|  | \| \| Rhomaleosaurus cramptoni \| \| \| \| \| \| Rhomaleosaurus zetlandicus \| \| \| \| |
|  |                                                                                         |
|  | Rhomaleosaurus cramptoni                                                                |
|  |                                                                                         |
|  | Rhomaleosaurus zetlandicus                                                              |
|  |                                                                                         |

|  | Rhomaleosaurus cramptoni   |
|  |                            |
|  | Rhomaleosaurus zetlandicus |
|  |                            |

|  | Borealonectes russelli |
|  |                        |
|  | Maresaurus coccai      |
|  |                        |

|  | Rhomaleosaurus thorntoni                                                                |
|  |                                                                                         |
|  | \| \| Rhomaleosaurus cramptoni \| \| \| \| \| \| Rhomaleosaurus zetlandicus \| \| \| \| |
|  |                                                                                         |
|  | Rhomaleosaurus cramptoni                                                                |
|  |                                                                                         |
|  | Rhomaleosaurus zetlandicus                                                              |
|  |                                                                                         |

|  | Rhomaleosaurus cramptoni   |
|  |                            |
|  | Rhomaleosaurus zetlandicus |
|  |                            |

|  | Borealonectes russelli |
|  |                        |
|  | Maresaurus coccai      |
|  |                        |

|  | Rhomaleosaurus thorntoni                                                                |
|  |                                                                                         |
|  | \| \| Rhomaleosaurus cramptoni \| \| \| \| \| \| Rhomaleosaurus zetlandicus \| \| \| \| |
|  |                                                                                         |
|  | Rhomaleosaurus cramptoni                                                                |
|  |                                                                                         |
|  | Rhomaleosaurus zetlandicus                                                              |
|  |                                                                                         |

|  | Rhomaleosaurus cramptoni   |
|  |                            |
|  | Rhomaleosaurus zetlandicus |
|  |                            |

|  | Borealonectes russelli |
|  |                        |
|  | Maresaurus coccai      |
|  |                        |

|  | Rhomaleosaurus thorntoni                                                                |
|  |                                                                                         |
|  | \| \| Rhomaleosaurus cramptoni \| \| \| \| \| \| Rhomaleosaurus zetlandicus \| \| \| \| |
|  |                                                                                         |
|  | Rhomaleosaurus cramptoni                                                                |
|  |                                                                                         |
|  | Rhomaleosaurus zetlandicus                                                              |
|  |                                                                                         |

|  | Rhomaleosaurus cramptoni   |
|  |                            |
|  | Rhomaleosaurus zetlandicus |
|  |                            |

|  | Borealonectes russelli |
|  |                        |
|  | Maresaurus coccai      |
|  |                        |

|  | Rhomaleosaurus thorntoni                                                                |
|  |                                                                                         |
|  | \| \| Rhomaleosaurus cramptoni \| \| \| \| \| \| Rhomaleosaurus zetlandicus \| \| \| \| |
|  |                                                                                         |
|  | Rhomaleosaurus cramptoni                                                                |
|  |                                                                                         |
|  | Rhomaleosaurus zetlandicus                                                              |
|  |                                                                                         |

|  | Rhomaleosaurus cramptoni   |
|  |                            |
|  | Rhomaleosaurus zetlandicus |
|  |                            |

|  | Borealonectes russelli |
|  |                        |
|  | Maresaurus coccai      |
|  |                        |

|  | Rhomaleosaurus thorntoni                                                                |
|  |                                                                                         |
|  | \| \| Rhomaleosaurus cramptoni \| \| \| \| \| \| Rhomaleosaurus zetlandicus \| \| \| \| |
|  |                                                                                         |
|  | Rhomaleosaurus cramptoni                                                                |
|  |                                                                                         |
|  | Rhomaleosaurus zetlandicus                                                              |
|  |                                                                                         |

|  | Rhomaleosaurus cramptoni   |
|  |                            |
|  | Rhomaleosaurus zetlandicus |
|  |                            |

|  | Borealonectes russelli |
|  |                        |
|  | Maresaurus coccai      |
|  |                        |

|  | Rhomaleosaurus thorntoni                                                                |
|  |                                                                                         |
|  | \| \| Rhomaleosaurus cramptoni \| \| \| \| \| \| Rhomaleosaurus zetlandicus \| \| \| \| |
|  |                                                                                         |
|  | Rhomaleosaurus cramptoni                                                                |
|  |                                                                                         |
|  | Rhomaleosaurus zetlandicus                                                              |
|  |                                                                                         |

|  | Rhomaleosaurus cramptoni   |
|  |                            |
|  | Rhomaleosaurus zetlandicus |
|  |                            |

|  | Borealonectes russelli |
|  |                        |
|  | Maresaurus coccai      |
|  |                        |

|  | Rhomaleosaurus thorntoni                                                                |
|  |                                                                                         |
|  | \| \| Rhomaleosaurus cramptoni \| \| \| \| \| \| Rhomaleosaurus zetlandicus \| \| \| \| |
|  |                                                                                         |
|  | Rhomaleosaurus cramptoni                                                                |
|  |                                                                                         |
|  | Rhomaleosaurus zetlandicus                                                              |
|  |                                                                                         |

|  | Rhomaleosaurus cramptoni   |
|  |                            |
|  | Rhomaleosaurus zetlandicus |
|  |                            |

|  | Borealonectes russelli |
|  |                        |
|  | Maresaurus coccai      |
|  |                        |

|  | Rhomaleosaurus thorntoni                                                                |
|  |                                                                                         |
|  | \| \| Rhomaleosaurus cramptoni \| \| \| \| \| \| Rhomaleosaurus zetlandicus \| \| \| \| |
|  |                                                                                         |
|  | Rhomaleosaurus cramptoni                                                                |
|  |                                                                                         |
|  | Rhomaleosaurus zetlandicus                                                              |
|  |                                                                                         |

|  | Rhomaleosaurus cramptoni   |
|  |                            |
|  | Rhomaleosaurus zetlandicus |
|  |                            |

|  | Borealonectes russelli |
|  |                        |
|  | Maresaurus coccai      |
|  |                        |

|  | Rhomaleosaurus thorntoni                                                                |
|  |                                                                                         |
|  | \| \| Rhomaleosaurus cramptoni \| \| \| \| \| \| Rhomaleosaurus zetlandicus \| \| \| \| |
|  |                                                                                         |
|  | Rhomaleosaurus cramptoni                                                                |
|  |                                                                                         |
|  | Rhomaleosaurus zetlandicus                                                              |
|  |                                                                                         |

|  | Rhomaleosaurus cramptoni   |
|  |                            |
|  | Rhomaleosaurus zetlandicus |
|  |                            |

|  | Borealonectes russelli |
|  |                        |
|  | Maresaurus coccai      |
|  |                        |

|  | Rhomaleosaurus thorntoni                                                                |
|  |                                                                                         |
|  | \| \| Rhomaleosaurus cramptoni \| \| \| \| \| \| Rhomaleosaurus zetlandicus \| \| \| \| |
|  |                                                                                         |
|  | Rhomaleosaurus cramptoni                                                                |
|  |                                                                                         |
|  | Rhomaleosaurus zetlandicus                                                              |
|  |                                                                                         |

|  | Rhomaleosaurus cramptoni   |
|  |                            |
|  | Rhomaleosaurus zetlandicus |
|  |                            |

|  | Borealonectes russelli |
|  |                        |
|  | Maresaurus coccai      |
|  |                        |

|  | Rhomaleosaurus thorntoni                                                                |
|  |                                                                                         |
|  | \| \| Rhomaleosaurus cramptoni \| \| \| \| \| \| Rhomaleosaurus zetlandicus \| \| \| \| |
|  |                                                                                         |
|  | Rhomaleosaurus cramptoni                                                                |
|  |                                                                                         |
|  | Rhomaleosaurus zetlandicus                                                              |
|  |                                                                                         |

|  | Rhomaleosaurus cramptoni   |
|  |                            |
|  | Rhomaleosaurus zetlandicus |
|  |                            |

|  | Borealonectes russelli |
|  |                        |
|  | Maresaurus coccai      |
|  |                        |

|  | Rhomaleosaurus thorntoni                                                                |
|  |                                                                                         |
|  | \| \| Rhomaleosaurus cramptoni \| \| \| \| \| \| Rhomaleosaurus zetlandicus \| \| \| \| |
|  |                                                                                         |
|  | Rhomaleosaurus cramptoni                                                                |
|  |                                                                                         |
|  | Rhomaleosaurus zetlandicus                                                              |
|  |                                                                                         |

|  | Rhomaleosaurus cramptoni   |
|  |                            |
|  | Rhomaleosaurus zetlandicus |
|  |                            |

|  | Borealonectes russelli |
|  |                        |
|  | Maresaurus coccai      |
|  |                        |

|  | Rhomaleosaurus thorntoni                                                                |
|  |                                                                                         |
|  | \| \| Rhomaleosaurus cramptoni \| \| \| \| \| \| Rhomaleosaurus zetlandicus \| \| \| \| |
|  |                                                                                         |
|  | Rhomaleosaurus cramptoni                                                                |
|  |                                                                                         |
|  | Rhomaleosaurus zetlandicus                                                              |
|  |                                                                                         |

|  | Rhomaleosaurus cramptoni   |
|  |                            |
|  | Rhomaleosaurus zetlandicus |
|  |                            |

|  | Borealonectes russelli |
|  |                        |
|  | Maresaurus coccai      |
|  |                        |

|  | Rhomaleosaurus thorntoni                                                                |
|  |                                                                                         |
|  | \| \| Rhomaleosaurus cramptoni \| \| \| \| \| \| Rhomaleosaurus zetlandicus \| \| \| \| |
|  |                                                                                         |
|  | Rhomaleosaurus cramptoni                                                                |
|  |                                                                                         |
|  | Rhomaleosaurus zetlandicus                                                              |
|  |                                                                                         |

|  | Rhomaleosaurus cramptoni   |
|  |                            |
|  | Rhomaleosaurus zetlandicus |
|  |                            |

|  | Borealonectes russelli |
|  |                        |
|  | Maresaurus coccai      |
|  |                        |

|  | Rhomaleosaurus thorntoni                                                                |
|  |                                                                                         |
|  | \| \| Rhomaleosaurus cramptoni \| \| \| \| \| \| Rhomaleosaurus zetlandicus \| \| \| \| |
|  |                                                                                         |
|  | Rhomaleosaurus cramptoni                                                                |
|  |                                                                                         |
|  | Rhomaleosaurus zetlandicus                                                              |
|  |                                                                                         |

|  | Rhomaleosaurus cramptoni   |
|  |                            |
|  | Rhomaleosaurus zetlandicus |
|  |                            |

|  | Borealonectes russelli |
|  |                        |
|  | Maresaurus coccai      |
|  |                        |

|  | Rhomaleosaurus thorntoni                                                                |
|  |                                                                                         |
|  | \| \| Rhomaleosaurus cramptoni \| \| \| \| \| \| Rhomaleosaurus zetlandicus \| \| \| \| |
|  |                                                                                         |
|  | Rhomaleosaurus cramptoni                                                                |
|  |                                                                                         |
|  | Rhomaleosaurus zetlandicus                                                              |
|  |                                                                                         |

|  | Rhomaleosaurus cramptoni   |
|  |                            |
|  | Rhomaleosaurus zetlandicus |
|  |                            |

|  | Borealonectes russelli |
|  |                        |
|  | Maresaurus coccai      |
|  |                        |

|  | Rhomaleosaurus thorntoni                                                                |
|  |                                                                                         |
|  | \| \| Rhomaleosaurus cramptoni \| \| \| \| \| \| Rhomaleosaurus zetlandicus \| \| \| \| |
|  |                                                                                         |
|  | Rhomaleosaurus cramptoni                                                                |
|  |                                                                                         |
|  | Rhomaleosaurus zetlandicus                                                              |
|  |                                                                                         |

|  | Rhomaleosaurus cramptoni   |
|  |                            |
|  | Rhomaleosaurus zetlandicus |
|  |                            |

|  | Borealonectes russelli |
|  |                        |
|  | Maresaurus coccai      |
|  |                        |

|  | Rhomaleosaurus thorntoni                                                                |
|  |                                                                                         |
|  | \| \| Rhomaleosaurus cramptoni \| \| \| \| \| \| Rhomaleosaurus zetlandicus \| \| \| \| |
|  |                                                                                         |
|  | Rhomaleosaurus cramptoni                                                                |
|  |                                                                                         |
|  | Rhomaleosaurus zetlandicus                                                              |
|  |                                                                                         |

|  | Rhomaleosaurus cramptoni   |
|  |                            |
|  | Rhomaleosaurus zetlandicus |
|  |                            |

|  | Borealonectes russelli |
|  |                        |
|  | Maresaurus coccai      |
|  |                        |

|  | Rhomaleosaurus thorntoni                                                                |
|  |                                                                                         |
|  | \| \| Rhomaleosaurus cramptoni \| \| \| \| \| \| Rhomaleosaurus zetlandicus \| \| \| \| |
|  |                                                                                         |
|  | Rhomaleosaurus cramptoni                                                                |
|  |                                                                                         |
|  | Rhomaleosaurus zetlandicus                                                              |
|  |                                                                                         |

|  | Rhomaleosaurus cramptoni   |
|  |                            |
|  | Rhomaleosaurus zetlandicus |
|  |                            |

|  | Borealonectes russelli |
|  |                        |
|  | Maresaurus coccai      |
|  |                        |

|  | Rhomaleosaurus thorntoni                                                                |
|  |                                                                                         |
|  | \| \| Rhomaleosaurus cramptoni \| \| \| \| \| \| Rhomaleosaurus zetlandicus \| \| \| \| |
|  |                                                                                         |
|  | Rhomaleosaurus cramptoni                                                                |
|  |                                                                                         |
|  | Rhomaleosaurus zetlandicus                                                              |
|  |                                                                                         |

|  | Rhomaleosaurus cramptoni   |
|  |                            |
|  | Rhomaleosaurus zetlandicus |
|  |                            |

|  | Borealonectes russelli |
|  |                        |
|  | Maresaurus coccai      |
|  |                        |

|  | Rhomaleosaurus thorntoni                                                                |
|  |                                                                                         |
|  | \| \| Rhomaleosaurus cramptoni \| \| \| \| \| \| Rhomaleosaurus zetlandicus \| \| \| \| |
|  |                                                                                         |
|  | Rhomaleosaurus cramptoni                                                                |
|  |                                                                                         |
|  | Rhomaleosaurus zetlandicus                                                              |
|  |                                                                                         |

|  | Rhomaleosaurus cramptoni   |
|  |                            |
|  | Rhomaleosaurus zetlandicus |
|  |                            |

|  | Borealonectes russelli |
|  |                        |
|  | Maresaurus coccai      |
|  |                        |

|  | Rhomaleosaurus thorntoni                                                                |
|  |                                                                                         |
|  | \| \| Rhomaleosaurus cramptoni \| \| \| \| \| \| Rhomaleosaurus zetlandicus \| \| \| \| |
|  |                                                                                         |
|  | Rhomaleosaurus cramptoni                                                                |
|  |                                                                                         |
|  | Rhomaleosaurus zetlandicus                                                              |
|  |                                                                                         |

|  | Rhomaleosaurus cramptoni   |
|  |                            |
|  | Rhomaleosaurus zetlandicus |
|  |                            |

|  | Borealonectes russelli |
|  |                        |
|  | Maresaurus coccai      |
|  |                        |

|  | Rhomaleosaurus thorntoni                                                                |
|  |                                                                                         |
|  | \| \| Rhomaleosaurus cramptoni \| \| \| \| \| \| Rhomaleosaurus zetlandicus \| \| \| \| |
|  |                                                                                         |
|  | Rhomaleosaurus cramptoni                                                                |
|  |                                                                                         |
|  | Rhomaleosaurus zetlandicus                                                              |
|  |                                                                                         |

|  | Rhomaleosaurus cramptoni   |
|  |                            |
|  | Rhomaleosaurus zetlandicus |
|  |                            |

|  | Borealonectes russelli |
|  |                        |
|  | Maresaurus coccai      |
|  |                        |

|  | Rhomaleosaurus thorntoni                                                                |
|  |                                                                                         |
|  | \| \| Rhomaleosaurus cramptoni \| \| \| \| \| \| Rhomaleosaurus zetlandicus \| \| \| \| |
|  |                                                                                         |
|  | Rhomaleosaurus cramptoni                                                                |
|  |                                                                                         |
|  | Rhomaleosaurus zetlandicus                                                              |
|  |                                                                                         |

|  | Rhomaleosaurus cramptoni   |
|  |                            |
|  | Rhomaleosaurus zetlandicus |
|  |                            |

|  | Borealonectes russelli |
|  |                        |
|  | Maresaurus coccai      |
|  |                        |

|  | Rhomaleosaurus thorntoni                                                                |
|  |                                                                                         |
|  | \| \| Rhomaleosaurus cramptoni \| \| \| \| \| \| Rhomaleosaurus zetlandicus \| \| \| \| |
|  |                                                                                         |
|  | Rhomaleosaurus cramptoni                                                                |
|  |                                                                                         |
|  | Rhomaleosaurus zetlandicus                                                              |
|  |                                                                                         |

|  | Rhomaleosaurus cramptoni   |
|  |                            |
|  | Rhomaleosaurus zetlandicus |
|  |                            |

| Neoplesiosauria | \| \| Pliosauridae \| \| \| \| \| \| Plesiosauroidea \| \| \| \| |
|                 | \| \| Pliosauridae \| \| \| \| \| \| Plesiosauroidea \| \| \| \| |
|                 | Pliosauridae                                                     |
|                 |                                                                  |
|                 | Plesiosauroidea                                                  |
|                 |                                                                  |

|  | Pliosauridae    |
|  |                 |
|  | Plesiosauroidea |
|  |                 |

|  | Borealonectes russelli |
|  |                        |
|  | Maresaurus coccai      |
|  |                        |

|  | Rhomaleosaurus thorntoni                                                                |
|  |                                                                                         |
|  | \| \| Rhomaleosaurus cramptoni \| \| \| \| \| \| Rhomaleosaurus zetlandicus \| \| \| \| |
|  |                                                                                         |
|  | Rhomaleosaurus cramptoni                                                                |
|  |                                                                                         |
|  | Rhomaleosaurus zetlandicus                                                              |
|  |                                                                                         |

|  | Rhomaleosaurus cramptoni   |
|  |                            |
|  | Rhomaleosaurus zetlandicus |
|  |                            |

|  | Borealonectes russelli |
|  |                        |
|  | Maresaurus coccai      |
|  |                        |

|  | Rhomaleosaurus thorntoni                                                                |
|  |                                                                                         |
|  | \| \| Rhomaleosaurus cramptoni \| \| \| \| \| \| Rhomaleosaurus zetlandicus \| \| \| \| |
|  |                                                                                         |
|  | Rhomaleosaurus cramptoni                                                                |
|  |                                                                                         |
|  | Rhomaleosaurus zetlandicus                                                              |
|  |                                                                                         |

|  | Rhomaleosaurus cramptoni   |
|  |                            |
|  | Rhomaleosaurus zetlandicus |
|  |                            |

|  | Borealonectes russelli |
|  |                        |
|  | Maresaurus coccai      |
|  |                        |

|  | Rhomaleosaurus thorntoni                                                                |
|  |                                                                                         |
|  | \| \| Rhomaleosaurus cramptoni \| \| \| \| \| \| Rhomaleosaurus zetlandicus \| \| \| \| |
|  |                                                                                         |
|  | Rhomaleosaurus cramptoni                                                                |
|  |                                                                                         |
|  | Rhomaleosaurus zetlandicus                                                              |
|  |                                                                                         |

|  | Rhomaleosaurus cramptoni   |
|  |                            |
|  | Rhomaleosaurus zetlandicus |
|  |                            |

|  | Borealonectes russelli |
|  |                        |
|  | Maresaurus coccai      |
|  |                        |

|  | Rhomaleosaurus thorntoni                                                                |
|  |                                                                                         |
|  | \| \| Rhomaleosaurus cramptoni \| \| \| \| \| \| Rhomaleosaurus zetlandicus \| \| \| \| |
|  |                                                                                         |
|  | Rhomaleosaurus cramptoni                                                                |
|  |                                                                                         |
|  | Rhomaleosaurus zetlandicus                                                              |
|  |                                                                                         |

|  | Rhomaleosaurus cramptoni   |
|  |                            |
|  | Rhomaleosaurus zetlandicus |
|  |                            |

|  | Borealonectes russelli |
|  |                        |
|  | Maresaurus coccai      |
|  |                        |

|  | Rhomaleosaurus thorntoni                                                                |
|  |                                                                                         |
|  | \| \| Rhomaleosaurus cramptoni \| \| \| \| \| \| Rhomaleosaurus zetlandicus \| \| \| \| |
|  |                                                                                         |
|  | Rhomaleosaurus cramptoni                                                                |
|  |                                                                                         |
|  | Rhomaleosaurus zetlandicus                                                              |
|  |                                                                                         |

|  | Rhomaleosaurus cramptoni   |
|  |                            |
|  | Rhomaleosaurus zetlandicus |
|  |                            |

|  | Borealonectes russelli |
|  |                        |
|  | Maresaurus coccai      |
|  |                        |

|  | Rhomaleosaurus thorntoni                                                                |
|  |                                                                                         |
|  | \| \| Rhomaleosaurus cramptoni \| \| \| \| \| \| Rhomaleosaurus zetlandicus \| \| \| \| |
|  |                                                                                         |
|  | Rhomaleosaurus cramptoni                                                                |
|  |                                                                                         |
|  | Rhomaleosaurus zetlandicus                                                              |
|  |                                                                                         |

|  | Rhomaleosaurus cramptoni   |
|  |                            |
|  | Rhomaleosaurus zetlandicus |
|  |                            |

|  | Borealonectes russelli |
|  |                        |
|  | Maresaurus coccai      |
|  |                        |

|  | Rhomaleosaurus thorntoni                                                                |
|  |                                                                                         |
|  | \| \| Rhomaleosaurus cramptoni \| \| \| \| \| \| Rhomaleosaurus zetlandicus \| \| \| \| |
|  |                                                                                         |
|  | Rhomaleosaurus cramptoni                                                                |
|  |                                                                                         |
|  | Rhomaleosaurus zetlandicus                                                              |
|  |                                                                                         |

|  | Rhomaleosaurus cramptoni   |
|  |                            |
|  | Rhomaleosaurus zetlandicus |
|  |                            |

|  | Borealonectes russelli |
|  |                        |
|  | Maresaurus coccai      |
|  |                        |

|  | Rhomaleosaurus thorntoni                                                                |
|  |                                                                                         |
|  | \| \| Rhomaleosaurus cramptoni \| \| \| \| \| \| Rhomaleosaurus zetlandicus \| \| \| \| |
|  |                                                                                         |
|  | Rhomaleosaurus cramptoni                                                                |
|  |                                                                                         |
|  | Rhomaleosaurus zetlandicus                                                              |
|  |                                                                                         |

|  | Rhomaleosaurus cramptoni   |
|  |                            |
|  | Rhomaleosaurus zetlandicus |
|  |                            |

|  | Borealonectes russelli |
|  |                        |
|  | Maresaurus coccai      |
|  |                        |

|  | Rhomaleosaurus thorntoni                                                                |
|  |                                                                                         |
|  | \| \| Rhomaleosaurus cramptoni \| \| \| \| \| \| Rhomaleosaurus zetlandicus \| \| \| \| |
|  |                                                                                         |
|  | Rhomaleosaurus cramptoni                                                                |
|  |                                                                                         |
|  | Rhomaleosaurus zetlandicus                                                              |
|  |                                                                                         |

|  | Rhomaleosaurus cramptoni   |
|  |                            |
|  | Rhomaleosaurus zetlandicus |
|  |                            |

|  | Borealonectes russelli |
|  |                        |
|  | Maresaurus coccai      |
|  |                        |

|  | Rhomaleosaurus thorntoni                                                                |
|  |                                                                                         |
|  | \| \| Rhomaleosaurus cramptoni \| \| \| \| \| \| Rhomaleosaurus zetlandicus \| \| \| \| |
|  |                                                                                         |
|  | Rhomaleosaurus cramptoni                                                                |
|  |                                                                                         |
|  | Rhomaleosaurus zetlandicus                                                              |
|  |                                                                                         |

|  | Rhomaleosaurus cramptoni   |
|  |                            |
|  | Rhomaleosaurus zetlandicus |
|  |                            |

|  | Borealonectes russelli |
|  |                        |
|  | Maresaurus coccai      |
|  |                        |

|  | Rhomaleosaurus thorntoni                                                                |
|  |                                                                                         |
|  | \| \| Rhomaleosaurus cramptoni \| \| \| \| \| \| Rhomaleosaurus zetlandicus \| \| \| \| |
|  |                                                                                         |
|  | Rhomaleosaurus cramptoni                                                                |
|  |                                                                                         |
|  | Rhomaleosaurus zetlandicus                                                              |
|  |                                                                                         |

|  | Rhomaleosaurus cramptoni   |
|  |                            |
|  | Rhomaleosaurus zetlandicus |
|  |                            |

|  | Borealonectes russelli |
|  |                        |
|  | Maresaurus coccai      |
|  |                        |

|  | Rhomaleosaurus thorntoni                                                                |
|  |                                                                                         |
|  | \| \| Rhomaleosaurus cramptoni \| \| \| \| \| \| Rhomaleosaurus zetlandicus \| \| \| \| |
|  |                                                                                         |
|  | Rhomaleosaurus cramptoni                                                                |
|  |                                                                                         |
|  | Rhomaleosaurus zetlandicus                                                              |
|  |                                                                                         |

|  | Rhomaleosaurus cramptoni   |
|  |                            |
|  | Rhomaleosaurus zetlandicus |
|  |                            |

|  | Borealonectes russelli |
|  |                        |
|  | Maresaurus coccai      |
|  |                        |

|  | Rhomaleosaurus thorntoni                                                                |
|  |                                                                                         |
|  | \| \| Rhomaleosaurus cramptoni \| \| \| \| \| \| Rhomaleosaurus zetlandicus \| \| \| \| |
|  |                                                                                         |
|  | Rhomaleosaurus cramptoni                                                                |
|  |                                                                                         |
|  | Rhomaleosaurus zetlandicus                                                              |
|  |                                                                                         |

|  | Rhomaleosaurus cramptoni   |
|  |                            |
|  | Rhomaleosaurus zetlandicus |
|  |                            |

|  | Borealonectes russelli |
|  |                        |
|  | Maresaurus coccai      |
|  |                        |

|  | Rhomaleosaurus thorntoni                                                                |
|  |                                                                                         |
|  | \| \| Rhomaleosaurus cramptoni \| \| \| \| \| \| Rhomaleosaurus zetlandicus \| \| \| \| |
|  |                                                                                         |
|  | Rhomaleosaurus cramptoni                                                                |
|  |                                                                                         |
|  | Rhomaleosaurus zetlandicus                                                              |
|  |                                                                                         |

|  | Rhomaleosaurus cramptoni   |
|  |                            |
|  | Rhomaleosaurus zetlandicus |
|  |                            |

|  | Borealonectes russelli |
|  |                        |
|  | Maresaurus coccai      |
|  |                        |

|  | Rhomaleosaurus thorntoni                                                                |
|  |                                                                                         |
|  | \| \| Rhomaleosaurus cramptoni \| \| \| \| \| \| Rhomaleosaurus zetlandicus \| \| \| \| |
|  |                                                                                         |
|  | Rhomaleosaurus cramptoni                                                                |
|  |                                                                                         |
|  | Rhomaleosaurus zetlandicus                                                              |
|  |                                                                                         |

|  | Rhomaleosaurus cramptoni   |
|  |                            |
|  | Rhomaleosaurus zetlandicus |
|  |                            |

|  | Borealonectes russelli |
|  |                        |
|  | Maresaurus coccai      |
|  |                        |

|  | Rhomaleosaurus thorntoni                                                                |
|  |                                                                                         |
|  | \| \| Rhomaleosaurus cramptoni \| \| \| \| \| \| Rhomaleosaurus zetlandicus \| \| \| \| |
|  |                                                                                         |
|  | Rhomaleosaurus cramptoni                                                                |
|  |                                                                                         |
|  | Rhomaleosaurus zetlandicus                                                              |
|  |                                                                                         |

|  | Rhomaleosaurus cramptoni   |
|  |                            |
|  | Rhomaleosaurus zetlandicus |
|  |                            |

|  | Borealonectes russelli |
|  |                        |
|  | Maresaurus coccai      |
|  |                        |

|  | Rhomaleosaurus thorntoni                                                                |
|  |                                                                                         |
|  | \| \| Rhomaleosaurus cramptoni \| \| \| \| \| \| Rhomaleosaurus zetlandicus \| \| \| \| |
|  |                                                                                         |
|  | Rhomaleosaurus cramptoni                                                                |
|  |                                                                                         |
|  | Rhomaleosaurus zetlandicus                                                              |
|  |                                                                                         |

|  | Rhomaleosaurus cramptoni   |
|  |                            |
|  | Rhomaleosaurus zetlandicus |
|  |                            |

|  | Borealonectes russelli |
|  |                        |
|  | Maresaurus coccai      |
|  |                        |

|  | Rhomaleosaurus thorntoni                                                                |
|  |                                                                                         |
|  | \| \| Rhomaleosaurus cramptoni \| \| \| \| \| \| Rhomaleosaurus zetlandicus \| \| \| \| |
|  |                                                                                         |
|  | Rhomaleosaurus cramptoni                                                                |
|  |                                                                                         |
|  | Rhomaleosaurus zetlandicus                                                              |
|  |                                                                                         |

|  | Rhomaleosaurus cramptoni   |
|  |                            |
|  | Rhomaleosaurus zetlandicus |
|  |                            |

|  | Borealonectes russelli |
|  |                        |
|  | Maresaurus coccai      |
|  |                        |

|  | Rhomaleosaurus thorntoni                                                                |
|  |                                                                                         |
|  | \| \| Rhomaleosaurus cramptoni \| \| \| \| \| \| Rhomaleosaurus zetlandicus \| \| \| \| |
|  |                                                                                         |
|  | Rhomaleosaurus cramptoni                                                                |
|  |                                                                                         |
|  | Rhomaleosaurus zetlandicus                                                              |
|  |                                                                                         |

|  | Rhomaleosaurus cramptoni   |
|  |                            |
|  | Rhomaleosaurus zetlandicus |
|  |                            |

|  | Borealonectes russelli |
|  |                        |
|  | Maresaurus coccai      |
|  |                        |

|  | Rhomaleosaurus thorntoni                                                                |
|  |                                                                                         |
|  | \| \| Rhomaleosaurus cramptoni \| \| \| \| \| \| Rhomaleosaurus zetlandicus \| \| \| \| |
|  |                                                                                         |
|  | Rhomaleosaurus cramptoni                                                                |
|  |                                                                                         |
|  | Rhomaleosaurus zetlandicus                                                              |
|  |                                                                                         |

|  | Rhomaleosaurus cramptoni   |
|  |                            |
|  | Rhomaleosaurus zetlandicus |
|  |                            |

|  | Borealonectes russelli |
|  |                        |
|  | Maresaurus coccai      |
|  |                        |

|  | Rhomaleosaurus thorntoni                                                                |
|  |                                                                                         |
|  | \| \| Rhomaleosaurus cramptoni \| \| \| \| \| \| Rhomaleosaurus zetlandicus \| \| \| \| |
|  |                                                                                         |
|  | Rhomaleosaurus cramptoni                                                                |
|  |                                                                                         |
|  | Rhomaleosaurus zetlandicus                                                              |
|  |                                                                                         |

|  | Rhomaleosaurus cramptoni   |
|  |                            |
|  | Rhomaleosaurus zetlandicus |
|  |                            |

|  | Borealonectes russelli |
|  |                        |
|  | Maresaurus coccai      |
|  |                        |

|  | Rhomaleosaurus thorntoni                                                                |
|  |                                                                                         |
|  | \| \| Rhomaleosaurus cramptoni \| \| \| \| \| \| Rhomaleosaurus zetlandicus \| \| \| \| |
|  |                                                                                         |
|  | Rhomaleosaurus cramptoni                                                                |
|  |                                                                                         |
|  | Rhomaleosaurus zetlandicus                                                              |
|  |                                                                                         |

|  | Rhomaleosaurus cramptoni   |
|  |                            |
|  | Rhomaleosaurus zetlandicus |
|  |                            |

|  | Borealonectes russelli |
|  |                        |
|  | Maresaurus coccai      |
|  |                        |

|  | Rhomaleosaurus thorntoni                                                                |
|  |                                                                                         |
|  | \| \| Rhomaleosaurus cramptoni \| \| \| \| \| \| Rhomaleosaurus zetlandicus \| \| \| \| |
|  |                                                                                         |
|  | Rhomaleosaurus cramptoni                                                                |
|  |                                                                                         |
|  | Rhomaleosaurus zetlandicus                                                              |
|  |                                                                                         |

|  | Rhomaleosaurus cramptoni   |
|  |                            |
|  | Rhomaleosaurus zetlandicus |
|  |                            |

|  | Borealonectes russelli |
|  |                        |
|  | Maresaurus coccai      |
|  |                        |

|  | Rhomaleosaurus thorntoni                                                                |
|  |                                                                                         |
|  | \| \| Rhomaleosaurus cramptoni \| \| \| \| \| \| Rhomaleosaurus zetlandicus \| \| \| \| |
|  |                                                                                         |
|  | Rhomaleosaurus cramptoni                                                                |
|  |                                                                                         |
|  | Rhomaleosaurus zetlandicus                                                              |
|  |                                                                                         |

|  | Rhomaleosaurus cramptoni   |
|  |                            |
|  | Rhomaleosaurus zetlandicus |
|  |                            |

|  | Borealonectes russelli |
|  |                        |
|  | Maresaurus coccai      |
|  |                        |

|  | Rhomaleosaurus thorntoni                                                                |
|  |                                                                                         |
|  | \| \| Rhomaleosaurus cramptoni \| \| \| \| \| \| Rhomaleosaurus zetlandicus \| \| \| \| |
|  |                                                                                         |
|  | Rhomaleosaurus cramptoni                                                                |
|  |                                                                                         |
|  | Rhomaleosaurus zetlandicus                                                              |
|  |                                                                                         |

|  | Rhomaleosaurus cramptoni   |
|  |                            |
|  | Rhomaleosaurus zetlandicus |
|  |                            |

|  | Borealonectes russelli |
|  |                        |
|  | Maresaurus coccai      |
|  |                        |

|  | Rhomaleosaurus thorntoni                                                                |
|  |                                                                                         |
|  | \| \| Rhomaleosaurus cramptoni \| \| \| \| \| \| Rhomaleosaurus zetlandicus \| \| \| \| |
|  |                                                                                         |
|  | Rhomaleosaurus cramptoni                                                                |
|  |                                                                                         |
|  | Rhomaleosaurus zetlandicus                                                              |
|  |                                                                                         |

|  | Rhomaleosaurus cramptoni   |
|  |                            |
|  | Rhomaleosaurus zetlandicus |
|  |                            |

|  | Borealonectes russelli |
|  |                        |
|  | Maresaurus coccai      |
|  |                        |

|  | Rhomaleosaurus thorntoni                                                                |
|  |                                                                                         |
|  | \| \| Rhomaleosaurus cramptoni \| \| \| \| \| \| Rhomaleosaurus zetlandicus \| \| \| \| |
|  |                                                                                         |
|  | Rhomaleosaurus cramptoni                                                                |
|  |                                                                                         |
|  | Rhomaleosaurus zetlandicus                                                              |
|  |                                                                                         |

|  | Rhomaleosaurus cramptoni   |
|  |                            |
|  | Rhomaleosaurus zetlandicus |
|  |                            |

|  | Borealonectes russelli |
|  |                        |
|  | Maresaurus coccai      |
|  |                        |

|  | Rhomaleosaurus thorntoni                                                                |
|  |                                                                                         |
|  | \| \| Rhomaleosaurus cramptoni \| \| \| \| \| \| Rhomaleosaurus zetlandicus \| \| \| \| |
|  |                                                                                         |
|  | Rhomaleosaurus cramptoni                                                                |
|  |                                                                                         |
|  | Rhomaleosaurus zetlandicus                                                              |
|  |                                                                                         |

|  | Rhomaleosaurus cramptoni   |
|  |                            |
|  | Rhomaleosaurus zetlandicus |
|  |                            |

|  | Borealonectes russelli |
|  |                        |
|  | Maresaurus coccai      |
|  |                        |

|  | Rhomaleosaurus thorntoni                                                                |
|  |                                                                                         |
|  | \| \| Rhomaleosaurus cramptoni \| \| \| \| \| \| Rhomaleosaurus zetlandicus \| \| \| \| |
|  |                                                                                         |
|  | Rhomaleosaurus cramptoni                                                                |
|  |                                                                                         |
|  | Rhomaleosaurus zetlandicus                                                              |
|  |                                                                                         |

|  | Rhomaleosaurus cramptoni   |
|  |                            |
|  | Rhomaleosaurus zetlandicus |
|  |                            |

|  | Borealonectes russelli |
|  |                        |
|  | Maresaurus coccai      |
|  |                        |

|  | Rhomaleosaurus thorntoni                                                                |
|  |                                                                                         |
|  | \| \| Rhomaleosaurus cramptoni \| \| \| \| \| \| Rhomaleosaurus zetlandicus \| \| \| \| |
|  |                                                                                         |
|  | Rhomaleosaurus cramptoni                                                                |
|  |                                                                                         |
|  | Rhomaleosaurus zetlandicus                                                              |
|  |                                                                                         |

|  | Rhomaleosaurus cramptoni   |
|  |                            |
|  | Rhomaleosaurus zetlandicus |
|  |                            |

|  | Borealonectes russelli |
|  |                        |
|  | Maresaurus coccai      |
|  |                        |

|  | Rhomaleosaurus thorntoni                                                                |
|  |                                                                                         |
|  | \| \| Rhomaleosaurus cramptoni \| \| \| \| \| \| Rhomaleosaurus zetlandicus \| \| \| \| |
|  |                                                                                         |
|  | Rhomaleosaurus cramptoni                                                                |
|  |                                                                                         |
|  | Rhomaleosaurus zetlandicus                                                              |
|  |                                                                                         |

|  | Rhomaleosaurus cramptoni   |
|  |                            |
|  | Rhomaleosaurus zetlandicus |
|  |                            |

|  | Borealonectes russelli |
|  |                        |
|  | Maresaurus coccai      |
|  |                        |

|  | Rhomaleosaurus thorntoni                                                                |
|  |                                                                                         |
|  | \| \| Rhomaleosaurus cramptoni \| \| \| \| \| \| Rhomaleosaurus zetlandicus \| \| \| \| |
|  |                                                                                         |
|  | Rhomaleosaurus cramptoni                                                                |
|  |                                                                                         |
|  | Rhomaleosaurus zetlandicus                                                              |
|  |                                                                                         |

|  | Rhomaleosaurus cramptoni   |
|  |                            |
|  | Rhomaleosaurus zetlandicus |
|  |                            |

### Publications originales
- [2015] (en) Adam Stuart Smith, « Reassessment of ‘Plesiosaurus’ megacephalus (Sauropterygia: Plesiosauria) from the Triassic-Jurassic boundary, UK », Palaeontologia Electronica, vol. 18,‎ 2015, p. 1-19 (DOI 10.26879/504).
- [1846] (en) Samuel Stutchbury, « Description of a new species of Plesiosaurus, in the Museum of the Bristol Institution », Proceedings of the Geological Society of London - Quarterly Journal of the Geological Society, vol. 2(1),‎ janvier 1846, p. 411-417 (DOI 10.1144/GSL.JGS.1846.002.01-02.58, S2CID 131463215, lire en ligne).